# Sondika
Sondika en basque ou Sondica en espagnol est une commune de Biscaye dans la communauté autonome du Pays basque en Espagne.
Le nom officiel de la ville est Sondika.

## Géographie
Les quartiers de Sondika sont Elizatea, Basozabal, Sangroniz, Izartza, Landa, Artxanda, Latxarri, Aresti, Beike, Berretaga, Goronda et Iñarratxa.

## Patrimoine

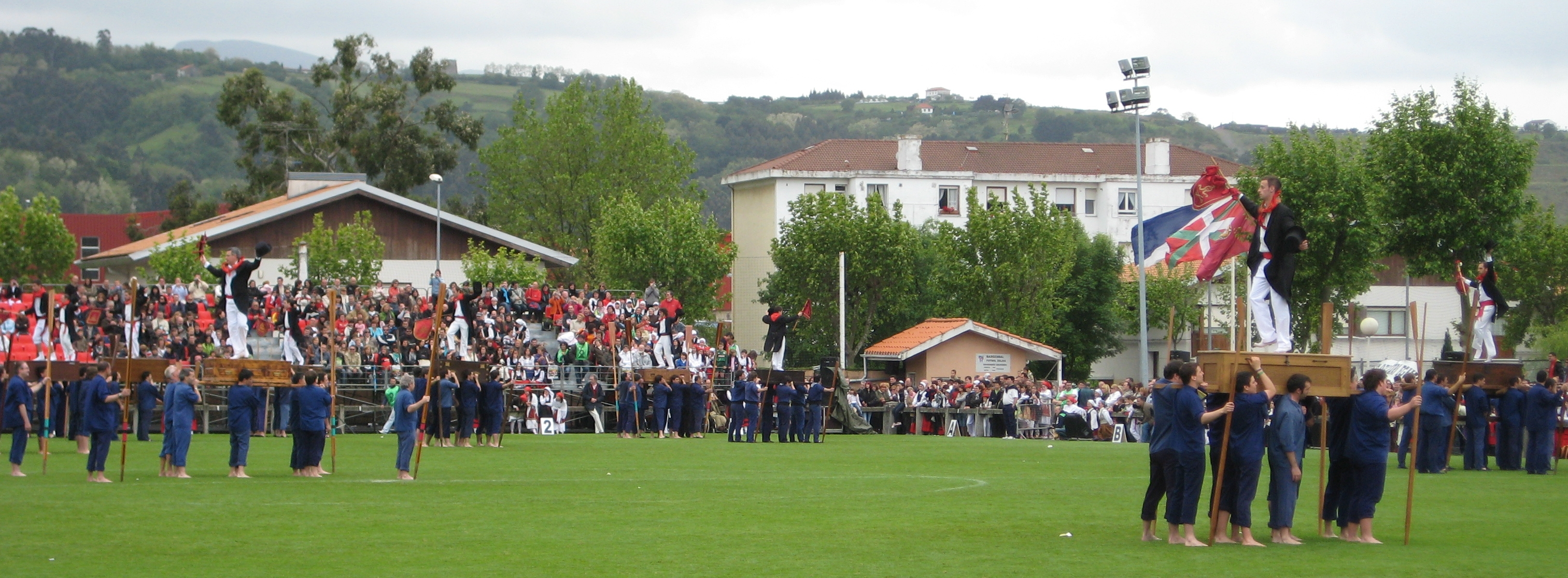
Dix des groupes de danseurs de Biscaye qui interprètent simultanément la danse de la Kaxarranka sur le terrain de football de Sondika durant la Dantzari Eguna (le jour des danseurs) en 2010.

## Personnalité liée à Sondika
- Koldo Aguirre, un ancien milieu de terrain et entraîneur de football y est né en 1939.

### Sources
- (eu) Cet article est partiellement ou en totalité issu de l’article de Wikipédia en basque intitulé « Sondika » (voir la liste des auteurs).